# Oscar Schwartau
Oscar Schwartau (Sengeløse, Høje-Taastrup, 17 de mayo de 2006) es un futbolista danés. Juega de extremo derecho o mediocentro y su equipo actual es el Norwich City Football Club de la English Football League Championship, segunda categoría del fútbol inglés.

## Trayectoria
Debutó como profesional el 17 de julio de 2022, el entrenador Niels Frederiksen lo colocó de titular en la fecha 1 del campeonato, se enfrentaron a Aarhus GF y ganaron 1-0 en el Estadio Brøndby ante más de 17000 espectadores. Disputó su primer encuentro oficial con 16 años y 61 días, utilizó la camiseta número 41 y se convirtió en el jugador más joven en la historia del club en tener minutos.
En su primera temporada como profesional jugó 21 partidos y convirtió 4 goles, su equipo finalizó la Superliga de Dinamarca en sexta posición, por lo que jugaron a la ronda de campeonato, pero no lograron el título ni la clasificación a copas internacionales.
Fue fichado por Norwich City en agosto de 2024, firmó por 4 años en el club inglés. En su primera temporada, totalizó 42 presencias y anotó 1 gol.

## Selección nacional
Ha sido internacional con la selección de fútbol de Dinamarca en las categorías juveniles sub-16, sub-17, sub-18 y sub-19.

## Estadísticas

### Clubes
Actualizado al último partido citado el 16 de agosto de 2025.
| Club                          | Div.          | Temporada     | Liga  | Liga  | Liga   | Copas nacionales | Copas nacionales | Copas nacionales | Copas internacionales | Copas internacionales | Copas internacionales | Total | Total | Total  |
| Club                          | Div.          | Temporada     | Part. | Goles | Asist. | Part.            | Goles            | Asist.           | Part.                 | Goles                 | Asist.                | Part. | Goles | Asist. |
| ----------------------------- | ------------- | ------------- | ----- | ----- | ------ | ---------------- | ---------------- | ---------------- | --------------------- | --------------------- | --------------------- | ----- | ----- | ------ |
| Brøndby I. F. Dinamarca       | 1.ª           | 2022-23       | 18    | 4     | 0      | 1                | 0                | 0                | 2                     | 0                     | 0                     | 21    | 4     | 0      |
| Brøndby I. F. Dinamarca       | 1.ª           | 2023-24       | 14    | 0     | 0      | 3                | 1                | 0                | -                     | -                     | -                     | 17    | 1     | 0      |
| Brøndby I. F. Dinamarca       | 1.ª           | 2024-25       | 4     | 0     | 0      | -                | -                | -                | 4                     | 1                     | 1                     | 8     | 1     | 1      |
| Brøndby I. F. Dinamarca       | Total club    | Total club    | 36    | 4     | 0      | 4                | 1                | 0                | 6                     | 1                     | 1                     | 46    | 6     | 1      |
| Norwich City F. C. Inglaterra | 2.ª           | 2024-25       | 40    | 1     | 0      | 2                | 0                | 0                | —                     | —                     | —                     | 42    | 1     | 0      |
| Norwich City F. C. Inglaterra | 2.ª           | 2025-26       | 1     | 0     | 0      | 1                | 0                | 0                | —                     | —                     | —                     | 2     | 0     | 0      |
| Norwich City F. C. Inglaterra | Total club    | Total club    | 41    | 1     | 0      | 3                | 0                | 0                | 0                     | 0                     | 0                     | 44    | 1     | 0      |
| Total carrera                 | Total carrera | Total carrera | 77    | 5     | 0      | 7                | 1                | 0                | 6                     | 1                     | 1                     | 90    | 7     | 1      |
| 1. 2.                         |               |               |       |       |        |                  |                  |                  |                       |                       |                       |       |       |        |

### Selección
Actualizado al último partido citado el 19 de junio de 2025.
| Selección         | Temporada         | Continental | Continental | Continental | Mundial | Mundial | Mundial | Amistosos | Amistosos | Amistosos | Total | Total | Total  |
| Selección         | Temporada         | Part.       | Goles       | Asist.      | Part.   | Goles   | Asist.  | Part.     | Goles     | Asist.    | Part. | Goles | Asist. |
| ----------------- | ----------------- | ----------- | ----------- | ----------- | ------- | ------- | ------- | --------- | --------- | --------- | ----- | ----- | ------ |
| Sub-16 Dinamarca  | 2021              | —           | —           | —           | —       | —       | —       | 4         | 2         | 0         | 4     | 2     | 0      |
| Sub-16 Dinamarca  | 2022              | —           | —           | —           | —       | —       | —       | 5         | 1         | 0         | 5     | 1     | 0      |
| Sub-16 Dinamarca  | Total sel.        | 0           | 0           | 0           | 0       | 0       | 0       | 9         | 3         | 0         | 9     | 3     | 0      |
| Sub-17 Dinamarca  | 2022-23           | 3           | 2           | 0           | —       | —       | —       | 2         | 1         | 0         | 5     | 3     | 0      |
| Sub-17 Dinamarca  | Total sel.        | 3           | 2           | 0           | 0       | 0       | 0       | 2         | 1         | 0         | 5     | 3     | 0      |
| Sub-18 Dinamarca  | 2023              | —           | —           | —           | —       | —       | —       | 2         | 1         | 0         | 2     | 1     | 0      |
| Sub-18 Dinamarca  | Total sel.        | 0           | 0           | 0           | 0       | 0       | 0       | 2         | 1         | 0         | 2     | 1     | 0      |
| Sub-19 Dinamarca  | 2022-23           | -           | -           | -           | —       | —       | —       | 2         | 0         | 0         | 2     | 0     | 0      |
| Sub-19 Dinamarca  | 2023-24           | 8           | 2           | 0           | —       | —       | —       | 3         | 2         | 0         | 11    | 4     | 0      |
| Sub-19 Dinamarca  | 2024-25           | 9           | 3           | 1           | —       | —       | —       | 2         | 0         | 0         | 11    | 3     | 1      |
| Sub-19 Dinamarca  | Total sel.        | 17          | 5           | 1           | 0       | 0       | 0       | 7         | 2         | 0         | 24    | 7     | 1      |
| Total selecciones | Total selecciones | 20          | 7           | 1           | 0       | 0       | 0       | 20        | 7         | 0         | 40    | 14    | 1      |
| 1.                |                   |             |             |             |         |         |         |           |           |           |       |       |        |